# Gabriel Fourmennois
Gabriel Fourmennois est un écrivain francophone néerlandais du XVIe siècle, originaire de Tournai, qui a notamment traduit en français le Wilhelmus van Nassouwe, chant de l'insurrection des Pays-Bas dirigée par Guillaume Ier d'Orange-Nassau contre Philippe II à partir de 1568, chant devenu l'hymne national des Pays-Bas en 1932,.

## Biographie
Ses dates de naissance et de décès ne sont pas connues avec précision. Son dernier ouvrage connu est publié en 1608, au sujet de faits relatifs à l'année 1607. Il vit donc de probablement 1550 à au moins 1607.
Il est originaire de Tournai, ville française enclavée en Flandre jusqu'à son annexion en 1521 par Charles Quint.
Gabriel Fourmennois participe à l'insurrection contre Philippe II, ultérieurement appelée guerre de Quatre-Vingts Ans (1568-1648), dont la principale conséquence est la création en 1581-1585 d'un nouvel État en Europe, les Provinces-Unies, par la sécession de sept des dix-sept provinces détenues depuis 1555 aux Pays-Bas par Philippe, fils aîné de Charles Quint, par ailleurs roi d'Espagne depuis 1556.
Réfugié aux Provinces-Unies, comme beaucoup de gens fuyant la répression espagnole, Fourmennois traduit en français, le « chant de Gueux » appelé Wilhelmus van Nassouwe (« Guillaume de Nassau »). Sa traduction est imprimée en 1582.

## Œuvres

### Politiques
- Discours touchant la meurtre, commis en la personne de Monseigneur le Prince d'Orange : auec la derniere deliberation et mort de Madame la Princesse : Auec la joyeuse Entree de Monseigneur le Duc de Brabant et quelques autres traictez, : le tout en 6 Chansons, 1582, [présentation en ligne]
- Chanson composee à la loüange et hoñeur de Monseigneur le Prince d'Orange Selon le translateur Flameng, dont la lettre capitalle de chacun vers porte le nŏ de son Excellĕce. Et se chante sur la mesme vois. A sçavoir de Chartre », feuille volante dans la Bibliothèque royale à La Haye, vers 1582, cité d'après : Florimond van Duyse, Het oude Nederlandsche lied, deuxième volume, Martinus Nijhoff/De Nederlandsche Boekhandel, La Haye/Anvers, 1905, p. 1626.
- Advis familiers, proposez par un Zelateur de la prosperité des Païs-bas: Sur le bruit d'une treve ou paix, proposée par le roy d'Espaigne aux seigneurs Estats des Provinces-unies par voye de l'archiduc Albert d'Austriche son beau frere, gouverneur des Païs-bas l'an 1607, 1608 [lire en ligne][7]

### Littéraires
- Harangue descriptive au livre doré de Marc-Aurèle empereur, d'un paysant des rivages du Danube, appele Milène, laquelle il fit en plain senat dans Rome, Utrecht, Imprimerie Salomon De Roy, 1601[8].
- L'Histoire de Tobit, représentée par personnages en forme de tragicomédie, Utrecht, Salomon De Roy, 1601[7].

#### Articles et livres récents
- Gabriel Fourmennois, sur le site Connaître la Wallonie
- J.-J. Sourdeau, Les Protestants tournaisiens dans l'histoire de l'Europe et du monde, Tournai, Société d'Histoire et d'Archéologie de Tournai, 1997.
- Alain Cullière, « La deuxième version poétique du Paysan du Danube (1571) », Poètes, princes et collectionneurs. Mélanges offerts à Jean-Paul Barbier-Mueller, Genève, Droz, coll. THR 493, 2011, p. 153-170. [analyse sommaire de la Harangue décrite au Livre doré de Marc Aurèle, p. 164-165].
- Alain Cullière, « Pour une spiritualité du quotidien. Le Tobit moralisé de Gabriel Fourmennois (1601) », L’Humanisme dans tous ses états ou La Spiritualité plurielle. Mélanges offerts au Pr. Raymond Baustert, éd. M. Colas-Blaise, J. Kohnen, F. Stoll et F. Wilhelm, Metz : Université de Lorraine, centre Écritures, coll. Recherches en littérature, 8, 2014, p. 131-145.
- Alain Cullière, Paratexte du Tobit, dans Les idées du théâtre. Paratextes français, italiens et espagnols des XVIe et XVIIe siècles, dir. Marc Vuillermoz, Genève, Droz, 2020, p. 226-231.

#### Travaux plus anciens
- Jan te Winkel, De ontwikkelingsgang der Nederlandsche letterkunde. 2 : Geschiedenis der Nederlandsche letterkunde van Middeleeuwen en Rederijkerstijd, Haarlem, 1922, p. 491, note 1 ( sur le site DBNL)
- Jan Willem Enschedé, Les Origines du Wilhelmus van Nassauwe chant national néerlandais, éditions Nijhoff, 1899.
- Joseph Hoyois, Les Lettres Tournaisiennes, Un coin de l'histoire littéraire belge, p. 143-147, Gand, Siffer, 1893
- Henri Helbig, « Fourmennois (Gabriel) », dans la Biographie nationale de Belgique, tome 7, Bruxelles, Bruylant, 1880-1883, p. 217, sur le site BNB